# Mads Peter Veiby
Mads Peter Veiby (født 10. november 1975 i Aalborg) er en dansk iværksætter, og medstifter af bl.a. M1 A/S, SpilNu.dk A/S og Parkpark A/S, dertil investor i flere forskellige virksomheder og projekter, herunder det danske urprojekt Leikr.[kilde mangler]
Mads Peter Veiby er uddannet bankassistent hos Unibank i Hellerup (nu Nordea) og har en HD i afsætning fra Copenhagen Business School/Aalborg Universitet [kilde mangler]. Han stiftede i 2000, mens han fortsat var ansat i Unibank, underholdnings- og spil portalen Lotto24 sammen med barndomsvennen og den tidligere prof. golfspiller Thomas Havemann. Da Dot com-boblen brast umiddelbart efter opstarten af virksomheden gik Mads Peter Veiby selv i gang med at sælge annoncer til lotto24 hjemmesiden. Der blev begyndt et samarbejde med handelsportalen wanna-save.com, som solgte mobiltelefoner primært med Telia abonnementer. Mads Peter Veiby hjalp wanna-save.com med markedsføring og salg i 2 år. Lotto24 blev solgt i 2010. Lotto24 vandt en principiel navnesag i højesteret over Danske Spil.
Samarbejdet med wanna-save.com stoppede i 2003 da Mads Peter Veiby sammen med Thomas Havemann stiftede M1 A/S. I december 2009 blev M1 solgt til TELMORE i TDC koncernen. Parterne ønskede ikke officielt at offentliggøre købesummen, men den blev estimeret til at være over 100 mio.
Mads Veiby var i 2011 medstifter af Spilnu.dk og efterfølgende købte sig ind i selskabet Cego A/S, hvor Spilnu.dk A/S blev datterselskab. SpilNu.dk A/S blev det første selskab i Danmark til at få en 5-årig spillelicens.

## Trivia
Mads Peter Veiby lod sig efter eget udsagn sjældent fotografere uden den karakteristiske røde kasket, mens han drev og ejede M1, hvilket gav ham tilnavnet manden med den røde hat. Et navn Leif Beck Fallesen tildelte ham under en Gazelle kåring.[kilde mangler] Et eksempel på beklædningen er set i medierne.
Veiby er aktiv i indsamlingsarbejdet til Børnecancerfonden, blandt andet gennem Sportscarevent, hvor Veiby stiller op med sine sportsvogne. Veiby har deltaget i Cool Car Race 3000, hvor nogle af Danmark dyreste og lækreste biler samles.[kilde mangler]
Mads Peter Veiby blev i 2012 inviteret til en af kongehusets middage, hvor flere danske erhvervsfolk og iværksættere var inviteret.
Mads Veiby blev i 2013 portrætteret i TV2s programserie "Felix jagter vejen til succes!".

## Eksterne kilder og henvisninger
M1 blæser til krig mod TDC Play & iTunes Arkiveret 16. september 2009 hos  Wayback Machine